# Marco Aurelio Marliani
Marco Aurelio Marliani (Milano, agosto 1805 – Bologna, 8 maggio 1849) è stato un musicista, compositore e patriota italiano.

## Biografia
Figlio dell'avvocato e giudice milanese Rocco Marliani e di sua moglie, Amalia Masera, nacque a Milano nel 1805. Suo padre fu nominato conte del regno napoleonico d'Italia e presidente della corte d'appello di Milano, e fu propenso al mecenatismo verso il mondo dell'arte. Il giovane Marco Aurelio crebbe per questo in un ambiente  ricco di stimoli. Sia nella residenza di famiglia di Milano che nella prestigiosa Villa Amalia fatta costruire da suo padre a Erba Marco Aurelio incontrò letterati del calibro di Vincenzo Monti, Giuseppe Parini, Ugo Foscolo, Carlo Porta, Stendhal e Giovanni Torti, oltre a pittori come Giuseppe Bossi e Andrea Appiani, lo scultore Antonio Canova e il matematico Lorenzo Mascheroni. Sua sorella Maddalena ebbe una relazione con Ugo Foscolo, seppur sposata col banchiere milanese Pietro Bignami; il poeta la celebrò nel suo poema Le Grazie.
Attratto principalmente dalla filosofia, Marco Aurelio  si trasferì a Siena, e continuò anche la propria formazione musicale; decise alla fine di dedicarsi solo all'attività musicale. Dopo la morte di suo padre nel 1826 e la conclusione dei suoi studi a Siena nel 1830, si trasferì a Parigi; un suo ritorno in quel momento a Milano gli era stato largamente sconsigliato da molti suoi amici, vista la sua affiliazione alla setta della carboneria che aveva anche sostenuto economicamente.
Nella capitale francese, Marliani si dedicò all'insegnamento privato del canto, ed ebbe come allieva anche la celebre soprano Giulia Grisi. Nel 1832 si offrì di fare da testimone al letterato Federico Pescantini in un duello che questi avrebbe voluto ingaggiare con Victor Hugo perché, a detta del primo, l'autore francese aveva offeso l'onore degli italiani nel suo dramma Marie Tudor. Il duello però non si concretizzò mai.
A Parigi, la vera svolta per il Marliani fu l'incontro con Gioachino Rossini, che curò il perfezionamento della sua formazione e lo fece debuttare il 1º febbraio 1834 al théâtre Royal des Italiens con la tragedia Il bravo, articolata in tre atti, su libretto di Arcangelo Berrettoni. Alla prima, oltre alla soprano Giulia Grisi, si esibirono il baritono Antonio Tamburini e il tenore Giovanni Battista Rubini. L'opera ebbe un certo successo anche all'estero, venendo anche data quell'anno alle stampe da Ricordi a Milano, ed a Londra due anni dopo (col titolo di The red mask or The council of three), rappresentata poi nel 1836 a Praga, a Vicenza (presso il teatro Eretenio), a Napoli (teatro San Carlo) ed anche a Genova ed a Piacenza.
Sempre nel 1834 il Marliani compose la sua seconda opera, Le marchand forain, una commedia in tre atti su libretto di E. Planard e P. Duport, eseguita in prima al théâtre Royal de l’Opéra-Comique il 1º ottobre (cantanti in quell'occasione furono Marie Massy e Marie Dubois oltre al tenore L. A. E. Ponchard ed il baritono E. Thenard).
La sua opera successiva, Ildegonda, fu presentata nel gennaio del 1836, e divenne argomento di discussione anche nel salotto della contessa Maria de las Mercedes Santa Cruz y Montalvo, una nobile parigina di origini cubane,  che era frequentato dai principali musicisti e letterati della Parigi dell'epoca. Essere conosciuto in quel salotto gli permise di inserirsi a pieno titolo nell'ambiente dell'élite parigina (grazie anche al titolo nobiliare ottenuto a suo tempo da suo padre, del quale però il Marliani di rado faceva uso). E con l'appoggio di quegli ambienti Marco Aurelio Marliani poté pubblicare alcune romanze per canto e pianoforte.
Nel gennaio del 1839 diede a teatro la prima de La gipsy, un balletto in tre atti su libretto di J.H. Vernoy de Saint-Georges e J. Mazilier (tratto a sua volta da La gitanella di Miguel de Cervantes), il quale venne eseguito all’Académie royale de musique con la partecipazione di Fanny Elssler, una delle ballerine più note della sua epoca. Nell'opera si trovano anche riferimenti musicali all'inno inglese God Save the Queen, come pure estratti dall'opera Preciosa di Carl Maria von Weber e da opere di Mozart, Beethoven, Hummel e Schubert.
Su libretto di E. Scribe, nel 1839 diede l'opera buffa La Xacarilla (un atto) all'Opéra di Parigi, con la partecipazione del soprano Julie Dorus-Gras e Rosine Stoltz e dei bassi H.-E. Dérivis e N. Levasseur. La Xacarilla divenne in breve tempo l'opera più celebre del Marliani e forse una delle più rappresentative   del suo stile musicale, a detta dei critici d'epoca contraddistinto da eleganza e chiarezza; ciò che contribuì a renderla nota fu anche l'insolita caratteristica di essere composta da un solo atto, e quindi facile da abbinare a balletti o ad altre composizioni.
Nel 1841 tornò per la prima volta in Italia per la rappresentazione de Il bravo al teatro di Livorno, mentre per la rappresentazione de Lazzarello o I contrabbandieri a Venezia nel febbraio del 1842 la censura austriaca gli impose alcuni cambiamenti e con queste premesse l'opera venne poi rappresentata anche a Milano alla Scala dove giunse nel 1843 anche la Ildegonda.
Nel 1847 decise di rientrare definitivamente in Italia, prendendo residenza stabile a Bologna dove compose un Qui tollis diretto dal suo maestro Rossini. Nel novembre di quello stesso anno compose Gusmano il buono o L'assedio di Tarifa, una tragedia lirica in tre atti su libretto di Gian Carlo Mattioli che venne eseguita al teatro comunale di Bologna con la partecipazione della soprano Eugenia Tadolini.
Il suo temperamento liberale, unito alla sua intraprendenza politica lo fece prendere parte alla prima guerra d'indipendenza, dove riuscì ad ottenere il rango di maggiore e dove si distinse per atti di eroismo. Fu proprio a seguito delle ferite riportate in uno scontro con le truppe austriache chiamate dallo Stato Pontificio a riportare ordine in città che morì a Bologna l'8 maggio 1849.

## Composizioni
Tra parentesi luogo e data della prima rappresentazione
- Il bravo (Théâtre Royal des Italiens, Parigi, 1834)
- Le marchand forain (Théâtre Royal de l’Opéra-Comique, Parigi, 1834)
- Ildegonda (Parigi, 1836)
- La gipsy (Parigi, 1839)
- La Xacarilla (Teatro dell'Opéra, Parigi, 1839)
- Lazzarello o I contrabbandieri (Venezia, 1842)
- Qui tollis (Bologna, 1847)
- Gusmano il buono o L'assedio di Tarifa (Teatro comunale di Bologna, Bologna, 1847)